# Agata Kaczmarska
Agata Kaczmarska (ur. 29 kwietnia 1998 r. w Iłży) – polska bokserka, złota i brązowa medalistka mistrzostw Polski, srebrna medalistka młodzieżowych mistrzostw świata.
W 2018 roku wystąpiła na mistrzostwach Europy w Sofii w kategorii do 81 kg. W ćwierćfinale przegrała na punkty z Turczynką Elif Güneri, zostając sklasyfikowana na szóstej pozycji. W listopadzie tego samego roku podczas mistrzostwa świata w Nowym Delhi odpadła w ćwierćfinale, przegrywając z aktualną wówczas wicemistrzynią Europy Turczynką Elifą Güneri.